# Zindagi Na Milegi Dobara (phim)
Zindagi Na Milegi Dobara (tạm dịch: Bạn không thể sống cuộc đời này lần nữa) là một phim điện ảnh thể loại đôi bạn và du ngoạn được đạo diễn bởi Zoya Akhtar, được sản xuất bởi Farhan Akhtar và Ritesh Sidhwani từ Excel Entertainment. Phim có sự xuất hiện của dàn diễn viên thượng thặng bao gồm Hrithik Roshan, Abhay Deol, Farhan Akhtar, Katrina Kaif, và Kalki Koechlin. Phim đã thu hình trong nước cùng Tây Ban Nha, Ai Cập và Vương Quốc Anh và được sản xuất với số vốn ₹550 triệu (US$8,6 million). Phần nhạc phim được sáng tác bởi Shankar-Ehsaan-Loy, phần lời nhạc do Javed Akhtar sáng tác.
Câu truyện của phim nói về ba người bạn: Arjun, Kabir, và Imraan, họ đã thân thuộc và gắn bó với nhau từ thuở ấu thơ. Họ lên kế hoạch đến Tây Ban Nha như một chuyến đi chơi cuối cùng của những chàng độc thân và gặp Laila, người có tình ý với Arjun và giúp anh vượt qua chứng nghiện làm việc. Kabir và hôn phu của anh, Natasha trải qua những hiểu lầm lớn. trong chuyến đi, mỗi người chọn một môn thể thao nguy hiểm cho cả nhóm cùng tham gia.
Ngày ra mắt Zindagi Na Milegi Dobara đã được dự định sẽ là 27 tháng 5, 2011 nhưng do sự cố kỹ thuật đã dẫn đến việc dời ngày công chiếu đến 24 tháng 6 và một lần nữa đến 15 tháng 7 cùng năm. Phim công chiếu trên toàn thế giới ở 1,800 màn bạc và là thành công chuyên môn và cả doanh thu khi đạt ₹1.53 tỷ (US$24 million) và nhận được những tán dương từ chuyên môn cho các vai diễn cốt truyện, âm nhạc, tính hài hước, và phong cách của phim. Sau khi chiếm lĩnh toàn bộ cụm rạp trên cả nước Ấn Độ, phim đã được đề cử tại hầu hết các giải thưởng điện ảnh và chiến thắng lượng lớn giải thưởng, bao gồm 2 giải từ National Film Awards.